# Дом учёных ТНЦ СО РАН
Дом учёных ТНЦ СО РАН (в Томске более известен как Дом учёных Академгородка) — учреждение культуры, расположенное в Томске по адресу: Академический проспект, дом 5/1. Директор — Людмила Витальевна Смирнова.

## История
Построен силами сотрудников институтов томского Академгородка в 1985 году.
Помещения Дома украшены витражами работы художника-монументалиста и графика, члена Союза художников России Николая Илёшина.
В Доме проходят научные мероприятия, а также отмечают официальные и светские события, это место культурного досуга, место выступлений артистов.
При Доме созданы и работают три творческих коллектива:
- трио «Миссис Хадсон»[8][9],
- студия джазового вокала «Регтайм»[источник не указан 2657 дней],
- студия бального и исторического танца «Осенняя кадриль»[10].

Действует первый в Томске джазовый клуб, в котором выступали Алексей Козлов, Георгий Гаранян, Игорь Бриль, Игорь Бутман, Ольга Пирагс, Анатолий Кролл, Лэнни Уайт и Эдди Гомес.
Имеется конференц-зал на 100 мест, выставочный зал.
Работает кафе.
Также здесь выступали Кубанский казачий хор и швейцарский цирк GIROLDON.